# Підв'язкова змія звичайна
Підв'язкова змія звичайна (Thamnophis sirtalis) — змія з роду підв'язкові змії родини вужеві. Має 13 підвидів.

## Опис
Загальна довжина сягає 1,3 м. Тулуб дуже стрункий, довгий. Голова дещо розширена. Зіниці круглі. Забарвлення кремове або світло-сіре. З боків хребта проходять широкі темні смуги. На темному тлі виражений малюнок з поздовжніх червоних смуг або плям. З боків від широких смуг можуть проходити 1—2 вузькі, чорні смужки. Червоні або чорні цятки часто розташовуються поміж смугами.

## Спосіб життя
Полюбляє вологі місця, здебільшого по берегах водойм. Активна вночі. Харчується амфібіями і рибою.
Це яйцеживородна змія. Самиця народжує до 7 дитинчат.

## Розповсюдження
Мешкає у США, Мексиці та на півдні Канади.

## Підвиди
- Thamnophis sirtalis annectens
- Thamnophis sirtalis concinnus
- Thamnophis sirtalis dorsalis
- Thamnophis sirtalis fitchi
- Thamnophis sirtalis infernalis
- Thamnophis sirtalis lowei
- Thamnophis sirtalis pallidulus
- Thamnophis sirtalis parietalis
- Thamnophis sirtalis pickeringii
- Thamnophis sirtalis semifasciatus
- Thamnophis sirtalis similis
- Thamnophis sirtalis sirtalis
- Thamnophis sirtalis tetrataenia

Підв'язкова змія звичайна (Thamnophis sirtalis sirtalis) мешкає від півдня Канади до Мексиканської затоки, на захід поширена до Мінесоти й Техасу. Голова оливкова, спина оливкова або кремова. Чітко виражені 2 широкі чорні смуги з боків від хребта, з невеликою кількістю червоних цяточок. Червоних смуг немає.
Підв'язкова змія каліфорнійська (Thamnophis sirtalis tetrataenia) відрізняється яскраво-червоною головою та тонкими червоними смужками на темних бокових смугах. Кремові та жовті тони у забарвленні можуть змінюватися блакитними.
Підв'язкова змія червоноплямиста (Thamnophis sirtalis concinnus) відрізняється дуже яскравим забарвленням. Голова яскраво-червона або помаранчева. На темних бокових смугах присутні яскраві червоні вертикальні плями.